# Prioziornoe, Stînga Nistrului
Prioziornoe (în trecut Varvara) este un sat din cadrul comunei Frunză din Unitățile Administrativ-Teritoriale din Stînga Nistrului, Republica Moldova. În anul 2004 satul avea 328 de locuitori, dintre care 236 moldoveni, 45 ucraineni, 41 ruși și 5 găgăuzi.